# Otto Lütken
Otto Lütken (født 1. december 1749 i Helsingør, død 21. december 1835) var en dansk søofficer. Han havde rang af kontreadmiral og havde kommandoen over det norske søforsvar fra 1810 til 1814. Lütken deltog ved stormandsmødet på Eidsvoll (ofte kaldet Notabelmøtet) den 16. februar 1814.
I 1813 fik han Dannebrogordenens kommandørkors, i 1817 storkorset.